# Перевалов, Александр Николаевич
Александр Николаевич Перевалов (род. 16 апреля 2004, Междуреченск, Кемеровская область) — российский хоккеист, нападающий.

## Карьера
Родился в 2004 году в Междуреченске (Кемеровская область), где и занимался хоккеем с 3 до 10 лет в школе «Вымпела». В 2014 году переехал с семьёй в Новокузнецк, но спустя год оказался в Барнауле. За этот период времени выступал в юниорских командах «Металлурга» и «Алтая» на уровне первенства юниоров по региону Сибирь-Дальний Восток.
В 2017 году переехал в Ярославль, где присоединился к системе «Локомотива». Прошёл всю вертикаль развития, вплоть до попадания в основной состав, где 17 октября 2021 года дебютировал в очередном, домашнем матче регулярного сезона против китайского клуба «Куньлунь Ред Стар». Всего, в сезоне 2021/2022 провёл в составе железнодорожников 5 игр. Помимо этого, в составе молодёжной команды «Локо», стал лучшим бомбардиром команды набрав за 42 игры 50 результативных баллов по системе гол+пас (25+25).
Летом 2022 года после драфта юниоров НХЛ где Перевалов был выбран клубом «Каролина Харрикейнз», продолжил тренировки с основной командой «Локомотива», однако в сентябре того же года, для постоянной игровой практики, было принято решение отдать хоккеиста в аренду в «Куньлунь Ред Стар». В октябрьском матче против ЦСКА Перевалов сделал дубль, забросив свои первые шайбы в КХЛ, а также стал автором решающего буллита. По итогу был признан лучшим новичком игровой недели.
6 июня 2024 года в результате обмена на денежную компенсацию перешёл в омский «Авангард», с которым подписал двусторонний контракт на два сезона.

## В сборной
В 2021 году в составе юниорской сборной России на Кубке Глинки / Гретцки набрал 5 (3+2) очков в пяти матчах и завоевал с командой золотые медали.